# Замок Штауфенберг (Шварцвальд)
Замок, находящийся в Германии в регионе Баден-Вюртемберг, построенный династией Штауфенбергов. Приблизительная дата постройки 1000-1100 год .

## Описание
Расположен в коммуне Дурбах, на высоте 383 метра над уровнем моря.

## История
Несмотря на то, что никаких строений XI и XII веков не сохранилось, строителями замка являются лорды и графы Штауфенберги, упомянутые между 1132 и 1188 годами в книге пожертвований монастыря Рейхенбах в Хирсау, в учредительных документах церкви Св. Монастыря Георген («Стоуффенберг») и министерства герцогов Церингена, упомянутые с 1148 г. После 1218 года замок переходил во владение различных дворянских семей, был поврежден во время Тридцатилетней войны и разграблен французскими мародерами в 1689 году.
Некоторое время замок Штауфенберг служил резиденцией восьми семей Ганербенбургов. В 1683 году маркграф Бадена передал замок и владения Штауфенберг своему придворному маршалу Иоганну Кристофу фон Грейффену в качестве вотчины. В 1693 году замок купил маркграф Людвиг Вильгельм фон Баден-Баден . С 1832 года замок был перестроен во дворец маркграфов Бадена в романтическом стиле и до сих пор находится в частной собственности семьи Баден под названием Margravial Badische.

## Оборудование
Замковый комплекс возвышается на 10 метров над рвом Хальсграбен, который сейчас используется как автостоянка.